# Cathédrale de la Dormition-de-la-Mère-de-Dieu de Kragujevac
La cathédrale de la Dormition-de-la-Mère-de-Dieu de Kragujevac (en serbe cyrillique : Саборна црква Успења Пресвете Богородице у Крагујевцу ; en serbe latin : Saborna crkva Uspenja Presvete Bogorodice u Kragujevcu) est une cathédrale serbe, de rite orthodoxe serbe, située à Kragujevac, dans le district de Šumadija en Serbie. Elle est inscrite sur la liste des monuments culturels protégés de la République de Serbie (no SK 2108).
La cathédrale est le siège de l'éparchie de Šumadija.

## Présentation
La cathédrale a été construite entre 1869 et 1884 sur des plans de l'architecte Andreja Andrejević dans le style serbo-byzantin inspiré de celui de la Serbie médiévale qui s'est développé dans la seconde moitié du XIXe siècle et qui mêle au style byzantin historique des éléments baroques, Sécession et éclectiques.
Elle s'inscrit globalement dans un plan cruciforme ; au centre de la croix s'élève un grand dôme entouré par quatre dômes plus petits à l'extrémité de chaque bras. L'édifice est construit en pierres et en briques et la façade principale est enduite de plâtre peint en deux tons. Les portails d'entrée, les fenêtres et la corniche du toit sont décorés dans un style russo-byzantin.

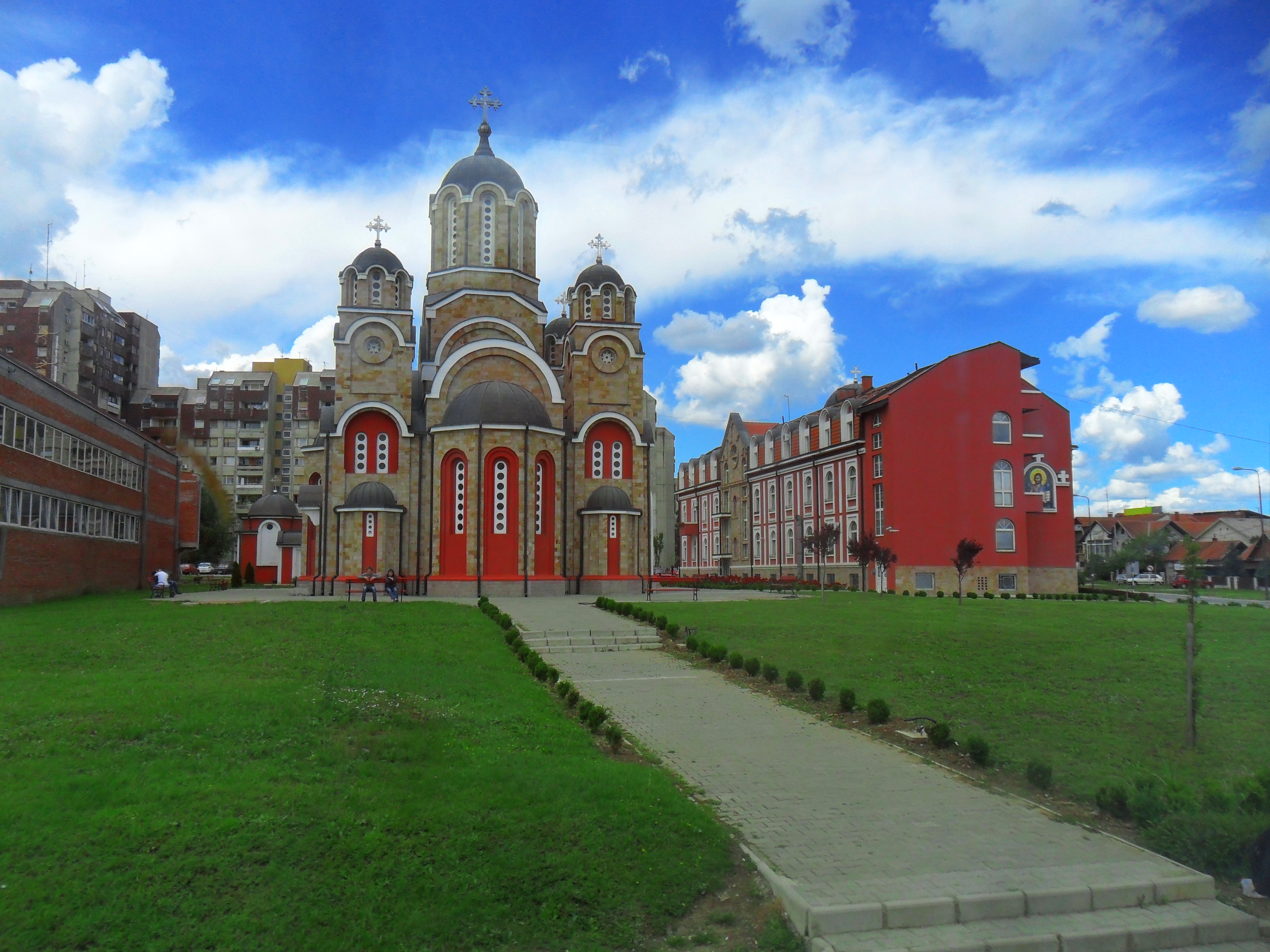
Le chevet de la cathédrale, avec le konak (à gauche) et de le palais épiscopal (à droite)

L'intérieur de la cathédrale est ornée de fresques, dont une représentation du Christ pantocrator dans la coupole centrale. L'iconostase a été sculptée et dorée en 1927-1928 par des artistes de l'atelier d'Aleksandar Redkin et peinte par Andrej Bicenko dans un style réaliste académique proche de celui d'Uroš Predić. Les icônes des Évangélistes, sur les « portes royales », celle de saint Jean-Baptiste et celle de la Dormition de la Mère de Dieu sont des réalisations originales de Bicenko, tandis que celles de saint Sava et de saint Siméon sont des copies d'Uroš Predić ; d'autres icônes sont des copies de peintres russes. Le sol de l'édifice est recouvert de marbre.
Dans la cour de l'église se trouvent un grand clocher de style « romantique », le palais épiscopal et un konak moderne.

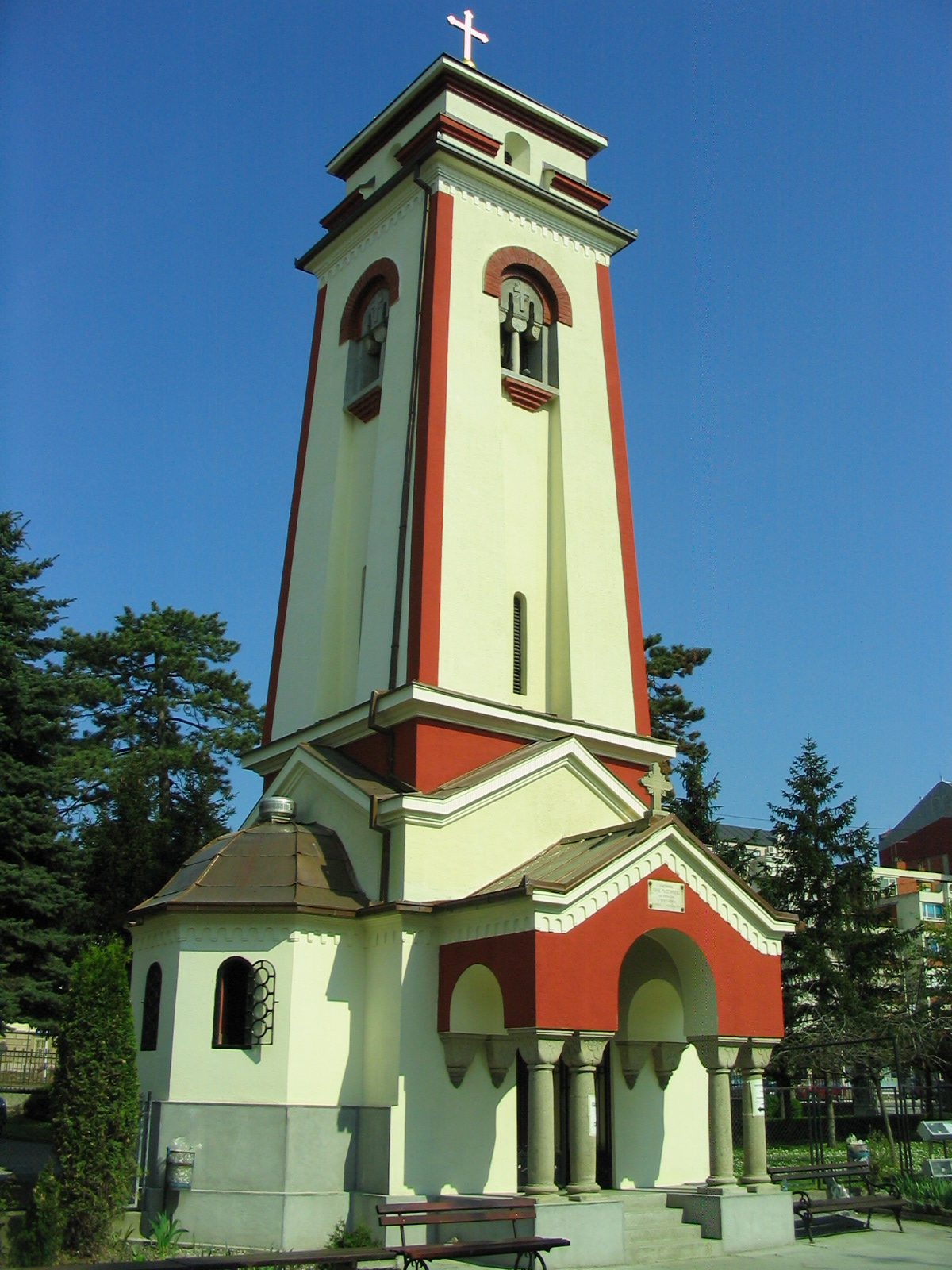
Le clocher de la cathédrale